# Jeppe Mehl
Jeppe Mehl (født 21. september 1986) er en dansk fodboldspiller, der spiller i Thisted FC. 
Mehl stammer fra Thisted og begyndte at spille fodbold i den lokale klub. Han skiftede fra Thisted FC til Esbjerg fB i 2007. I 2011 skiftede han fra EfB til AC Horsens på en 5-årig kontrakt. I 2018 vendte han tilbage til sin ungdomsklub Thisted FC, efter at hans kontrakt udløb hos AC Horsens.